# Parco Scherrer
Il Parco Scherrer è un parco nel comune di Morcote nel Canton Ticino in Svizzera. Il parco è terrazzato ed è situato su un ripido pendio sulla strada litoranea lungo il Lago di Lugano. Contiene una collezione di edifici, strutture e sculture modellate su esempi di varie culture e periodi, principalmente della regione mediterranea e dell'Asia. È stato creato tra il 1930 e il 1956 dal proprietario Hermann Arthur Scherrer, commerciante di tessuti di Canton San Gallo, ed è aperto al pubblico dal 1965.

## Storia
Il parco Scherrer è la creazione del commerciante tessile Hermann Arthur Scherrer (1881-1956) che viaggiò in molti paesi. Era il maggiore di cinque figli. Dopo la scuola elementare ha frequentato il rinomato Institut auf dem Rosenberg a San Gallo per poi trasferirsi a Losanna dove imparò a parlare la lingua francese. A San Gallo gestiva un negozio di abbigliamento maschile "Kamelhof" in Multergasse, dove vendeva abiti su misura, uniformi per dipendenti pubblici, abbigliamento da equitazione e sportivo, nonché dei tessuti. Ad Aquisgrana frequentò la scuola tessile, a Siena studiò l'italiano e nel Nord America imparò la lingua inglese arricchendo le sue conoscenze. Nel 1907 si trasferì a Monaco, dove rilevò il negozio del padre.
Nel 1930 Hermann Arthur Scherrer acquistò a Morcote, una vecchia casa con stalla sulla strada arginale e il terreno terrazzato sovrastante. Fece ampliare la casa in una villa e iniziò a trasformare pezzo per pezzo i terrazzamenti, dove all'epoca crescevano i castagni com'è oggi. Hermann Arthur Scherrer morì nel 1956. La moglie Amalia vendette la villa e il giardino al comune di Morcote nel 1965 a condizione che il giardino fosse aperto al pubblico.

## Descrizione
Il Parco Scherrer è composto da due parti con stili diversi, una parte mediterranea e una asiatica. Il percorso segnalato per i visitatori conduce dapprima attraverso la sezione mediterranea in stile rinascimentale e barocco con un gran numero di statue e poi, attraverso un bosco di bambù, nella sezione orientale con gli edifici e la flora tipica di queste regioni. Oltre all'ex villa di Hermann Arthur Scherrer, il parco comprende una Limonaia, una fontana romana, una casa del tè siamese, una casa araba e una casa indiana . Inoltre nel parco si trovano copie più piccole (spesso chiamati capricci) di un tempio greco, di un tempio egizio e di un Monoptero. Straordinaria e varia anche la flora del parco. Ci sono cedri, cipressi, pini messicani, magnolie cinesi, palme, eucalipti, camelie, oleandri, caprifogli, glicini e altro ancora.

## Galleria d'immagini

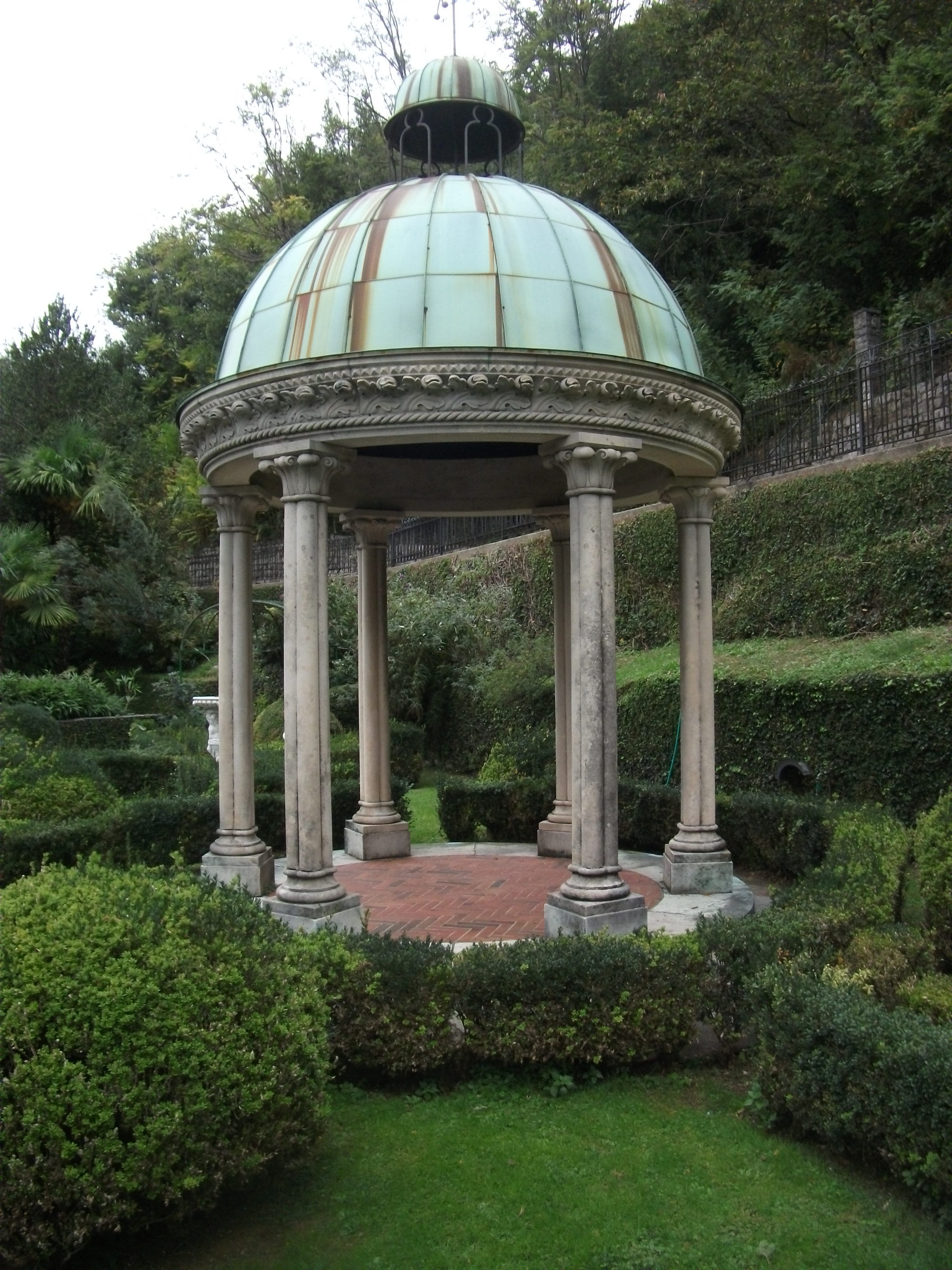
Tempio del Sole
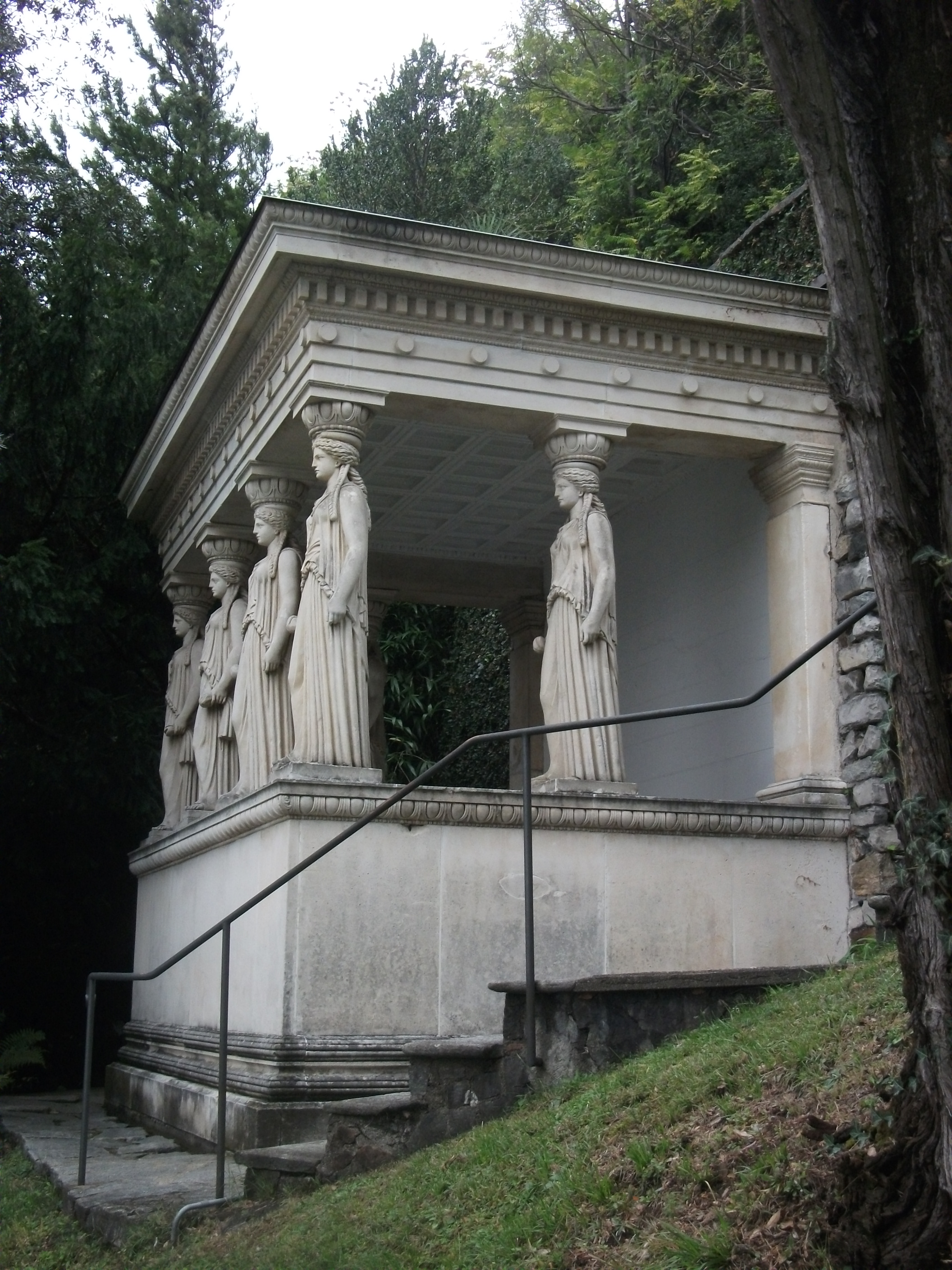
Portale delle cariatidi
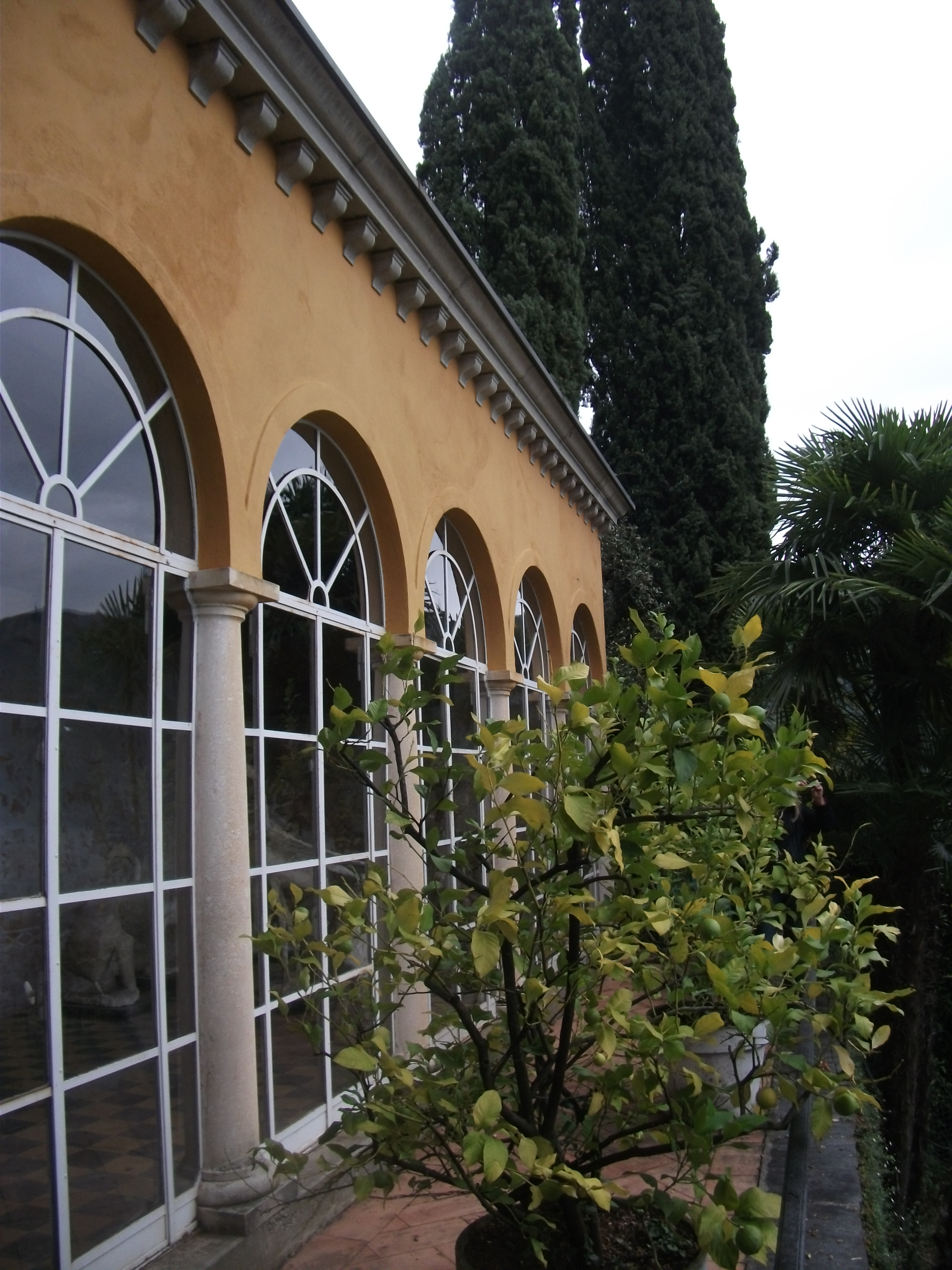
Limonaia
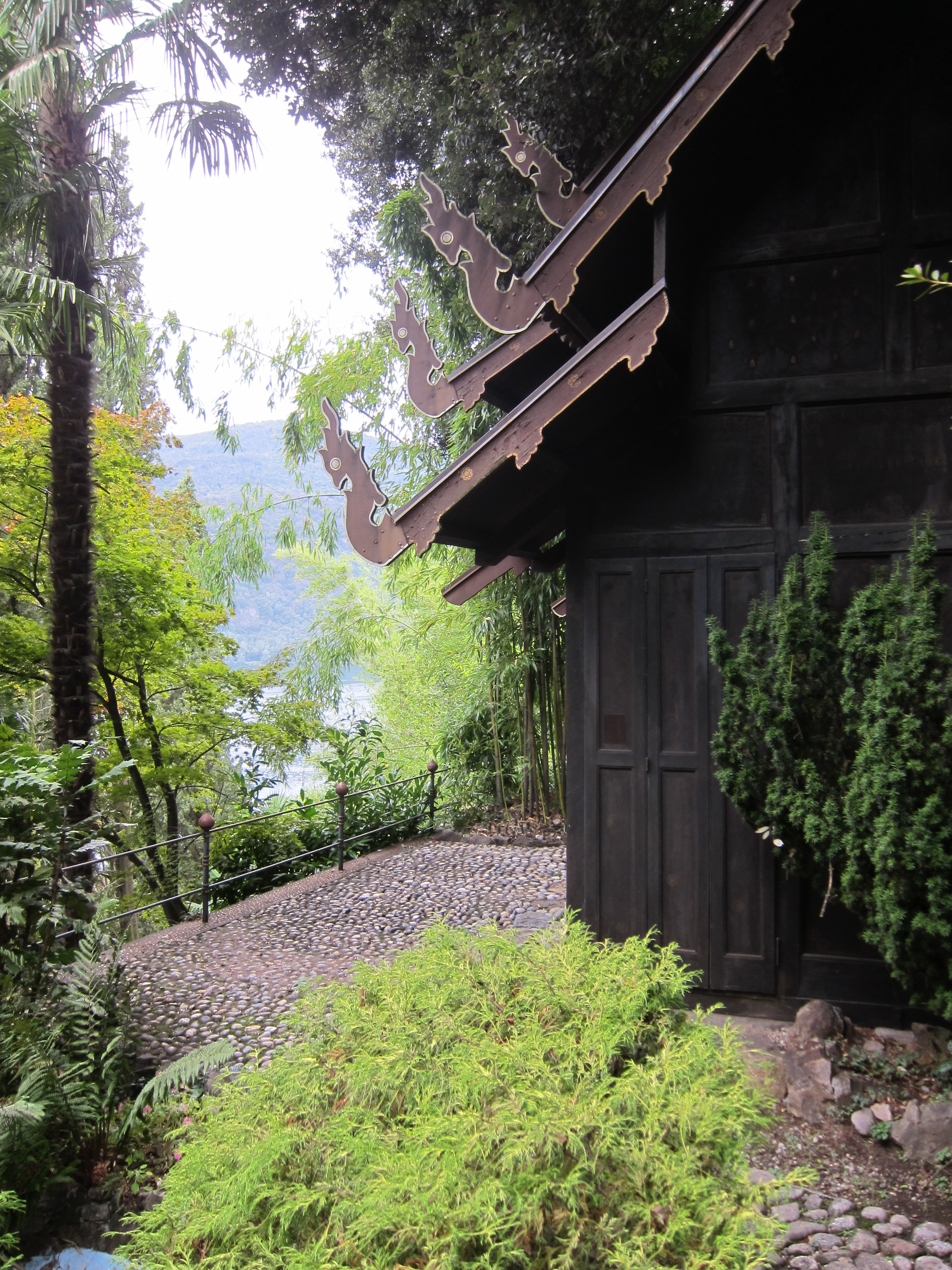
Casa da tè siamese
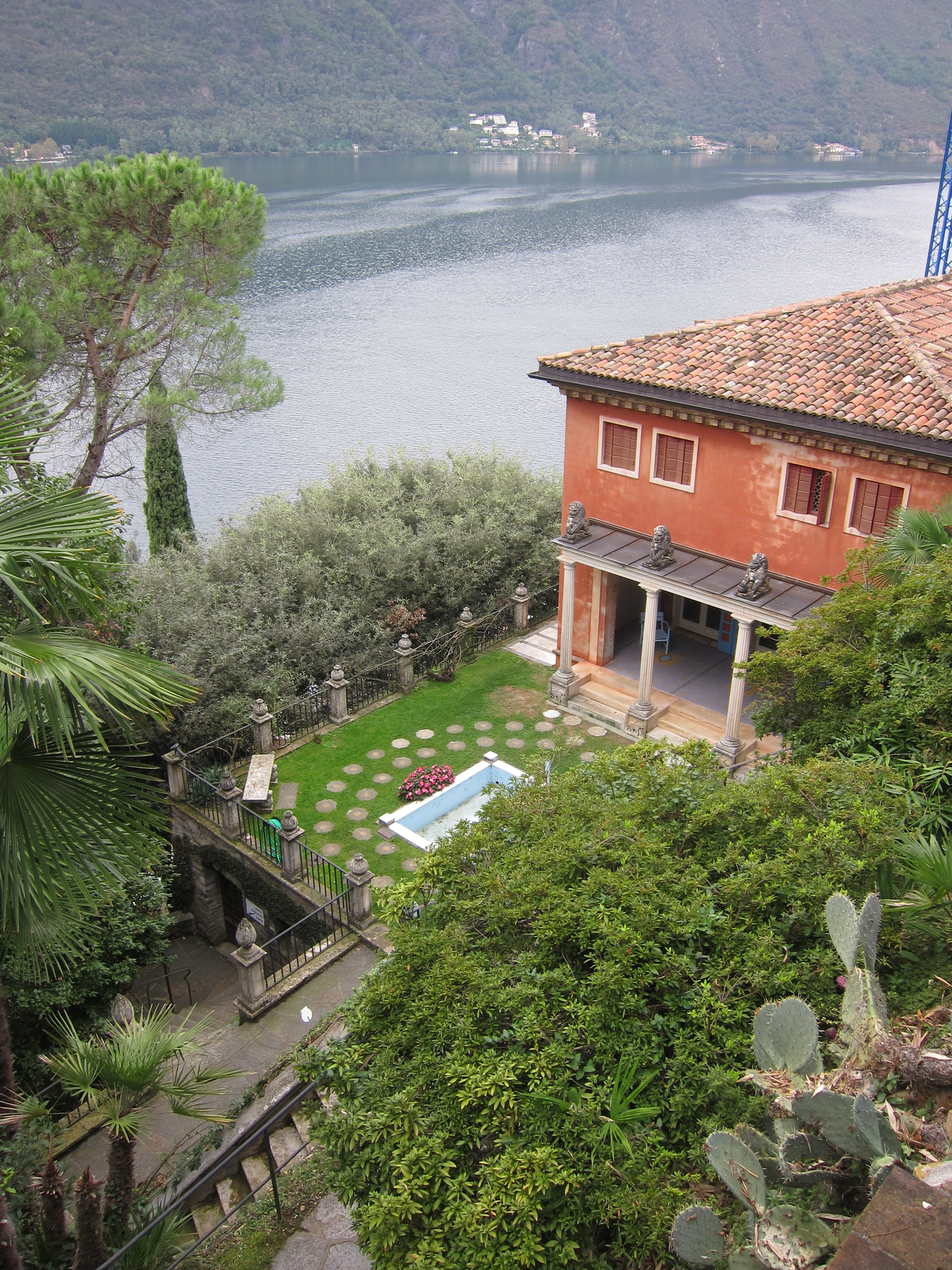
Casa indiana
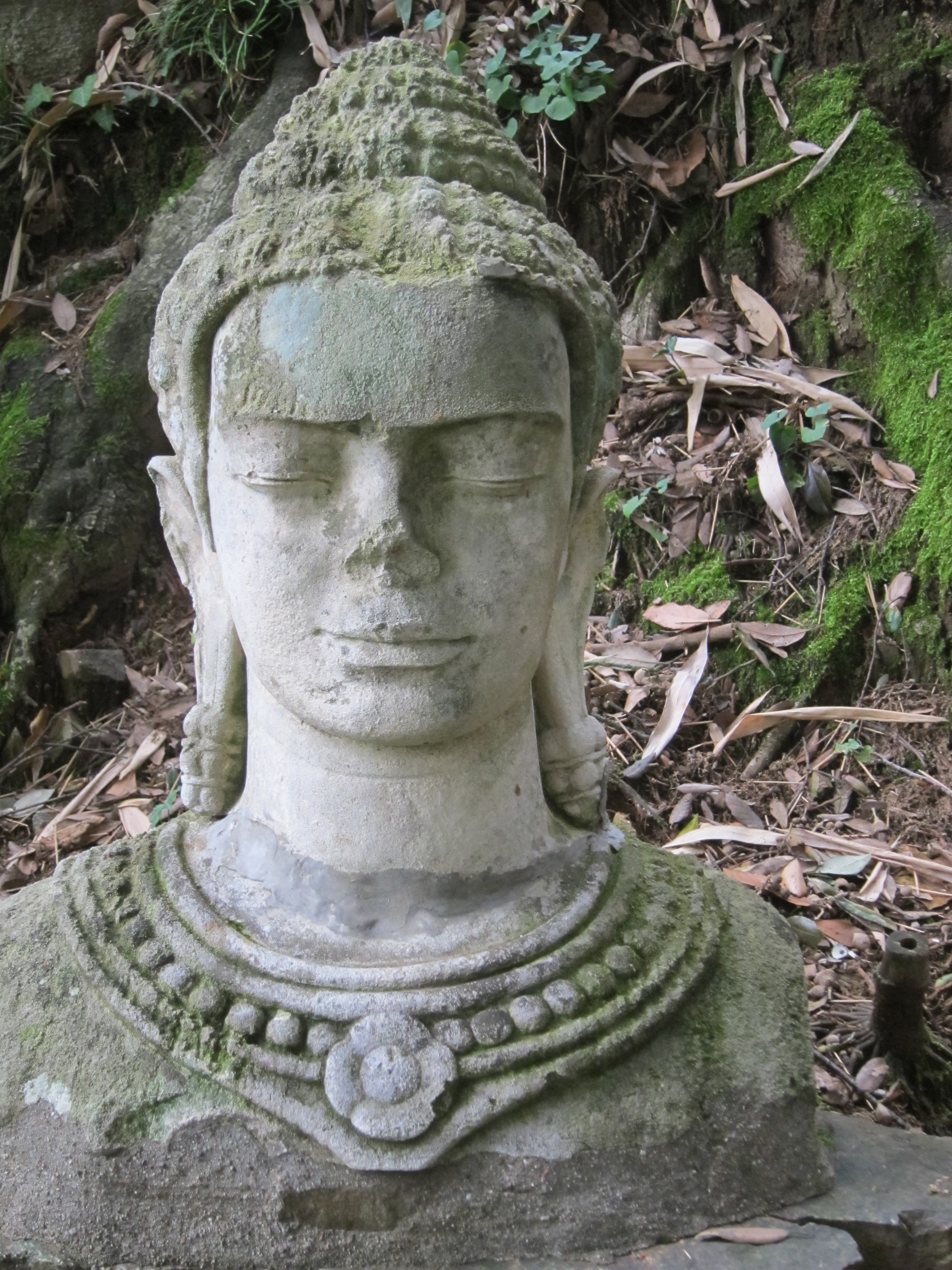
Scultura da giardino
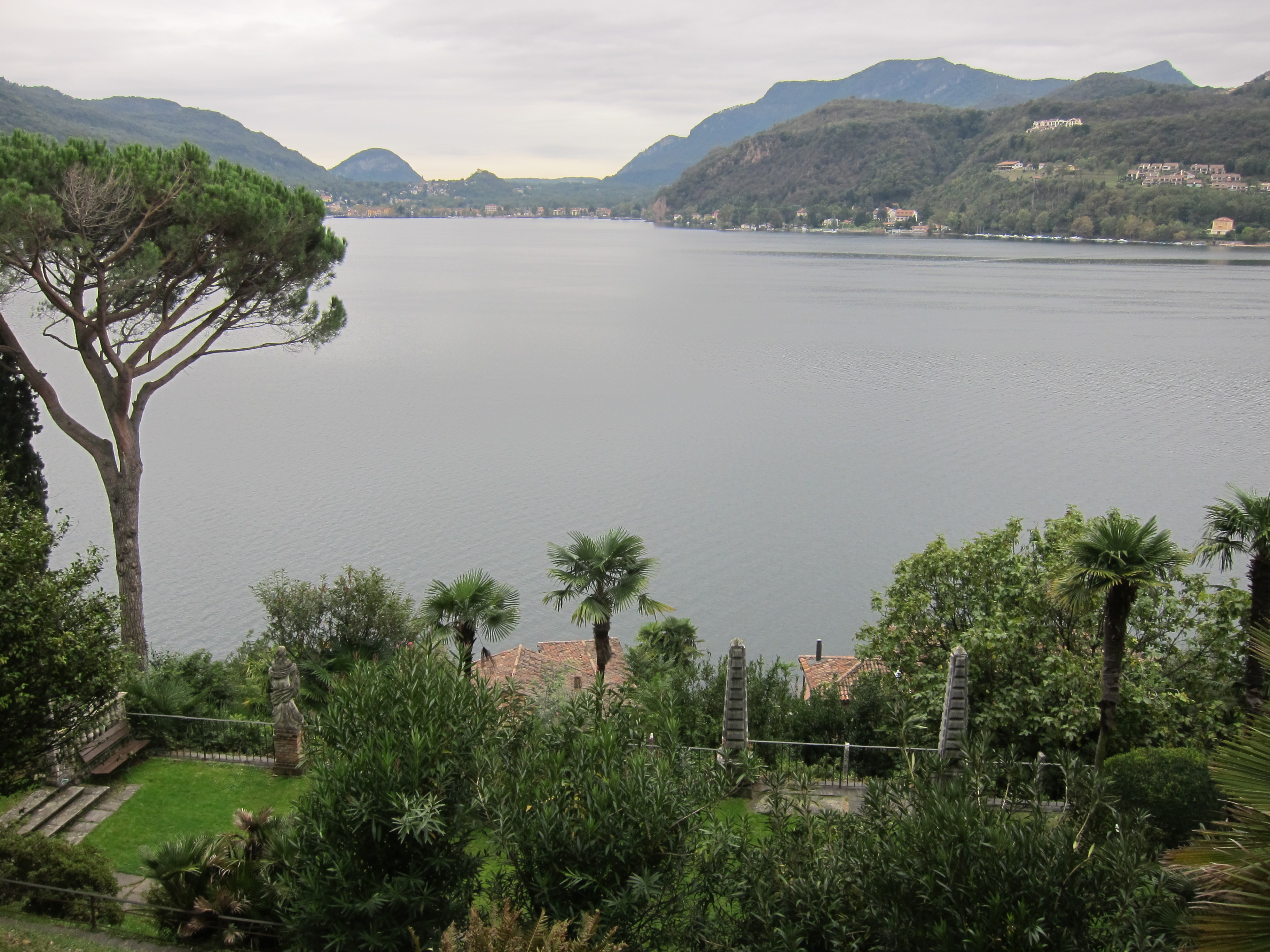
Veduta del Lago di Lugano
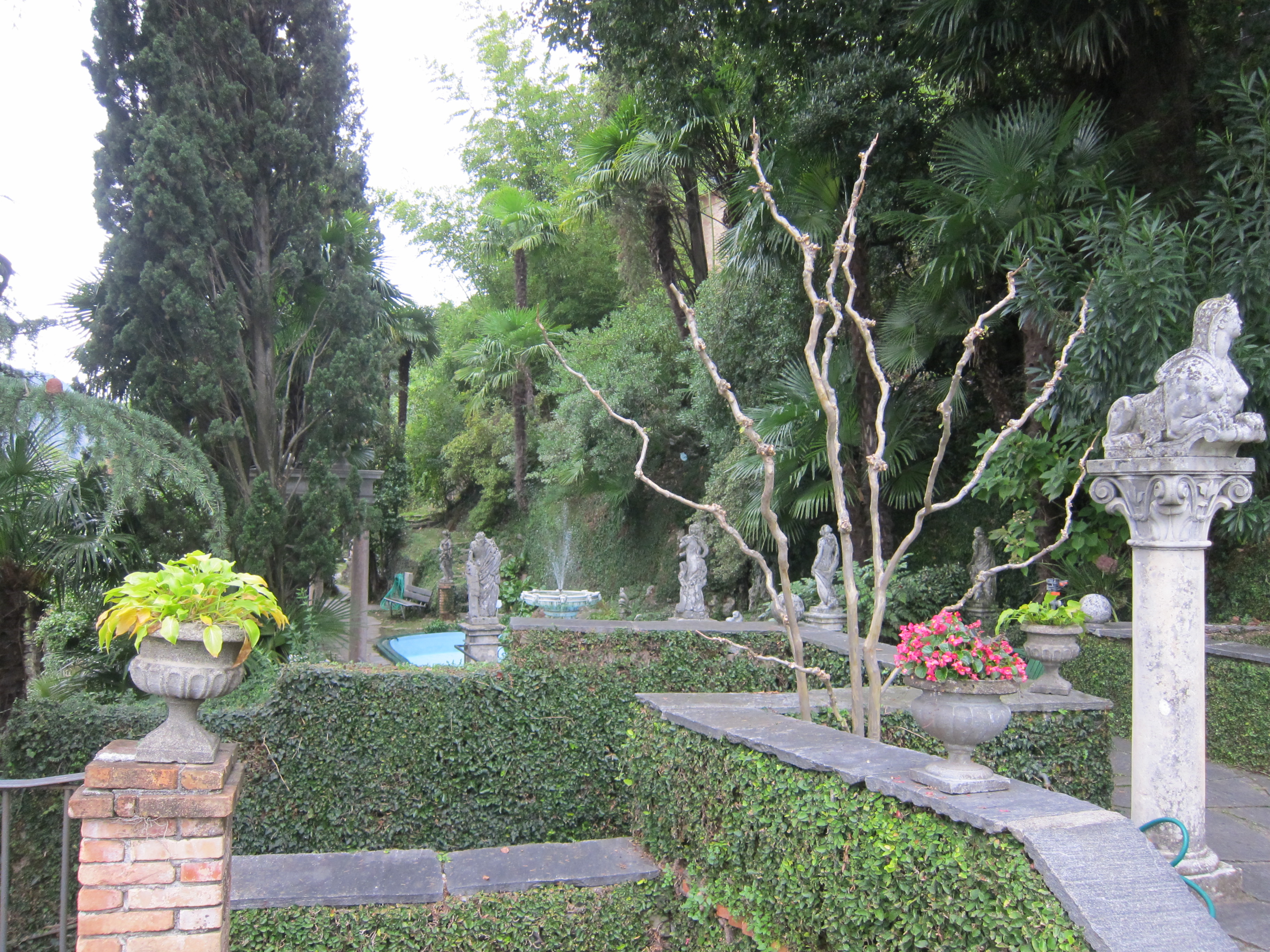
Fontana romana